# Индоктринација
Индоктринација је процес насилног усађивања идеја, ставова, когнитивних стратегија или професионалних методологија (видети доктрина). Често се разликује од образовања због чињенице да се од индоктринисане особа очекује да не доводи у питање и критички не испитује доктрину коју је научила. Као такав, термин се може користити пежоративно, често у контексту образовања, политичког мишљења, идеологије, теологије или религијске догме. Учење научним методом, посебно, се не може правилно назвати индоктринацијом, у смислу да се основни принципи науке базирају на критичкој евалуацији и скептичном испитивању сопствених идеја, што је став ван било које доктрине. У пракси, међутим, одређени ниво нерационалне индоктринације, обично виђене као неедукативне, је увек присутан. Термин је блиско повезан са социјализацијом; у стандардном говору, индоктринација је често повезана са негативним конотацијама, док се социјализација односи на културно или образовно учење.

## Верска индоктринација
Верска индоктринација, изворни смисао индоктринације, односи се на процес преношења доктрине на ауторитативан начин, као у катихизису (види веронаука). Већина верских група, међу тзв. откривеним религијама, поучава нове чланове о принципима религије; ово се сада обично не назива индоктринације од стране самих религија, делом и због негативне конотације коју је та реч стекла. Мистеријске религије захтевају период индоктринације пре давања приступа езотеричним знањима.
Као пежоративан термин индоктринација подразумева насилно или принудно терање људи да делују и размишљају на основу одређене идеологије. Неки секуларни критичари сматрају да све религије индоктринирају своје присталице, још као децу, а та оптужба је направљена у случају верског екстремизма. Секте као што је сајентологија користе тестове личности и притиске околине да индоктринишу нове чланове. Неке религије имају церемоније иницијације за децу од 13 година и млађу, као што су Бар Мицва, крштење, Шичи-Го-Сан и друге. У будизму Храм дечаци су охрабрени да прате веру док су још веома млади. Критичари религије, као што је Ричард Докинс, тврде да су деца религиозних родитеља често неправедно индоктринирана. Процес излагања деце сложеним ритуалима иницијације пре него што су она у стању да критички процене тај догађај је од стране Докинса и других критичара религије виђен као окрутан.

## Војна индоктринација
Почетна психолошка припрема војника за време тренинга се назива индоктринација (није пежоратив).

## Информациона сигурност
У области информационе сигурности, индоктринација је почетни брифинг и упутства дата пре него што нека особа добије приступ тајним информацијама.

## Критика
Ноам Чомски назначава: „За оне који упорно траже слободу, не може бити хитнијег задатка него да успеју да разумеју механизме и праксе индоктринације. Они се лако виде у тоталитарним друштвима, али знатно теже у систему 'испирања мозга под слободом' којима смо изложени и који исувише често служимо као вољни или несвесни инструменти."
Роберт Џеј Лифтон тврди да циљ фраза или парола попут „крв за нафту“, или „сеци и бежи," није да настави рефлексивне разговоре већ да их замени емотивно привлачним фразама. Ова техника се зове клише престанка размишљања.